# فریدریش ۵۲۹۶
سیارک ۵۲۹۶ (به انگلیسی: 5296 Friedrich، نامگذاری:9546P-L) پنج هزار و دویست و نود و ششمین سیارک کشف شده‌است که در ۱۷ اکتبر ۱۹۶۰ کشف شد.
قدر مطلق سیارک برابر ۱۱٫۷۰ است.